# 亚历山大·科斯塔参议员镇
亚历山大·科斯塔参议员镇是巴西马拉尼昂州的一个市镇。总面积426.461平方公里，总人口9108人，人口密度21.4人/平方公里。